# Katame-no-kata

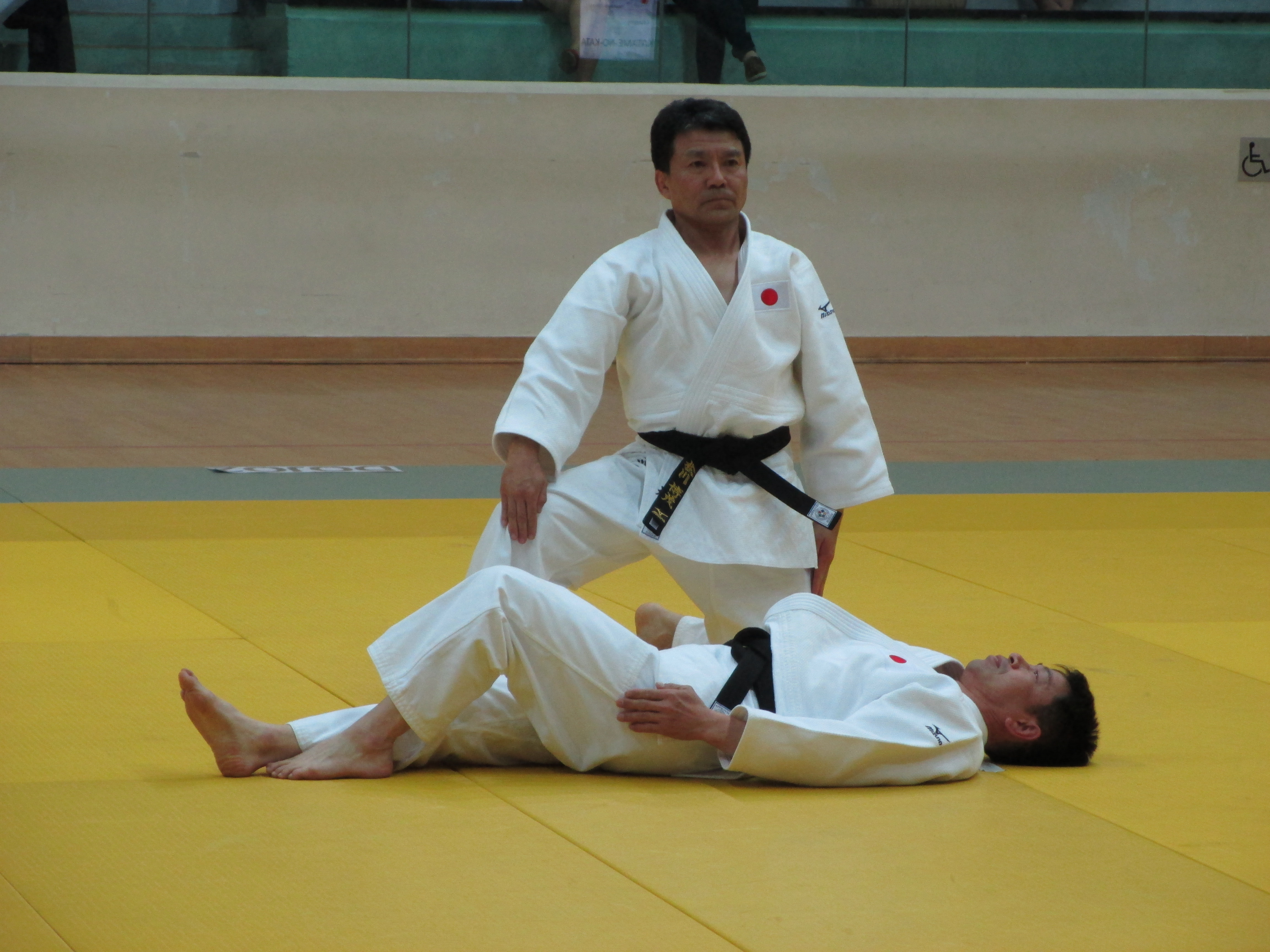
Lutador aplicando as técnicas de Katame-no-kata em seu oponente.

Katame-no-kata (em japonês:  固の形; lit. formas de domínio no solo) é um kata (um conjunto de técnicas pré-estabelecidas) do judô. O kata foi desenvolvido por Jigoro Kano, com o intuito de mostrar e desenvolver as técnicas de imobilização. Originalmente, possuía apenas dez técnicas principais, as quais foram depois sistematizadas e organizadas em 15, fixando-se na forma final. As técnicas foram agrupadas em três categorias: osaekomi waza, técnicas de imobilização; shime waza, técnicas de estrangulamento; e kansetsu waza, técnicas de luxação.

## Osaekomi waza
As cinco técnicas de imobilização demonstradas no katame-no-kata são:
- Kesa-gatame (na variante kuzure-kesa-gatame)
- Kata-gatame
- Kami-Shiho-gatame
- Yoko-Shiho-gatame
- Kuzure-Kami-Shiho-gatame

## Shime waza
As cinco técnicas de estrangulamento demonstradas são:
- Kata-juji-jime
- Hadaka-jime
- Okuri-eri-jime
- Kata ha jime
- Gyaku-juji-jime

## Kansetsu waza
As cinco técnicas de luxação demonstradas são:
- Ude-garami
- Ude-hishigi-juji-gatame
- Ude-hishigi-Ude-gatame
- Ude-hishigi-hiza-gatame
- Ashi-garami